# 北海道喜茂別高等学校
北海道喜茂別高等学校（ほっかいどう きもべつこうとうがっこう、Hokkaido Kimobetsu High School）は、かつて北海道虻田郡喜茂別町字喜茂別にあった道立高等学校。

## 沿革
- 1948年（昭和23年）12月 - 北海道倶知安農業高等学校の喜茂別分校として開校
- 1951年（昭和26年） 5月 - 移管により北海道倶知安高等学校喜茂別分校と改称
- 1952年（昭和27年）11月 - 北海道喜茂別高等学校（喜茂別町立）として独立
- 1961年（昭和36年） 4月 - 全日制課程新設
- 1963年（昭和38年） 3月 - 喜茂別町立から北海道立に移管
- 1965年（昭和40年） 4月 - 定時制課程募集停止
- 2008年（平成20年） 4月 - 生徒募集停止
- 2009年（平成21年）11月 - 閉校式を挙行
- 2010年（平成22年） 
  - 3月 - 閉校。3年生のみとなった2009年度の在籍生徒は僅か1人であった。
  - 8月 - 跡地に喜茂別町立喜茂別中学校が移転[1]。